# 三井海洋開発
三井海洋開発株式会社（みついかいようかいはつ、英: MODEC, INC.）は、海洋石油・ガス田において浮体式生産設備を用いた石油・ガス生産のためのトータルサービス提供を主な事業とする企業。その他同社からのスピンオフであるShape社を通じた、プラントのデジタライゼーションサービス等の事業も実施。
浮体式石油・ガス生産設備の分野では国内唯一の企業である。SBMオフショアとともに同分野で世界２強の地位を占め、特に緊張係留式プラットフォーム（TLP)の分野では世界一の実績を誇る。売上げのほぼ100%が海外事業で、かつ従業員の94.1%が外国籍というグローバル企業。

## 事業内容
浮体式海洋石油・ガス生産設備(FPSO)、浮体式海洋石油・ガス貯蔵積出設備（FSO）及び緊張係留式プラットフォーム（TLP)の設計・建造・据付(EPCI)を実施。特にFPSO/FSOについてはEPCIだけでなく、リース・運用・保守点検・デジタライゼーションといったトータルサービスを提供している。
ブラジル沖プレソルト油田での超大水深・大型・長期操業FPSOや、自社で保有・操業を行うFPSOから取得した操業データを活用したデジタライゼーションが事業ポートフォリオにおける特徴である。2020年には日本企業としては初めて、同社の“FPSO Cidade de Campos dos Goytacazes MV29”が、WEFから第4次産業革命をリードする世界で最も先進的な工場「Lighthouse（灯台＝指針）」に認定された。

## 沿革
- 1968年（昭和43年）12月 - 三井物産と三井造船（現：三井E&S）の出資により、前身である（旧）三井海洋開発株式会社を設立。
- 1987年（昭和62年）6月 - （旧）三井海洋開発株式会社の子会社としてモデック・テクニカル・サービス株式会社設立。
- 1988年（昭和63年）12月 - モデック・テクニカル・サービス株式会社が株式会社モデックに商号変更、（旧）三井海洋開発株式会社の事業を継承する。
- 1989年（昭和64年）[元号要検証]1月 - （旧）三井海洋開発株式会社解散。
- 1991年（平成3年）3月 - 三井造船の子会社になる。
- 1995年（平成7年）5月 - ISO 9000の認証取得。
- 2003年（平成15年）1月 - 三井海洋開発株式会社に商号変更。
- 2003年（平成15年）7月 - 東証2部に株式を上場。
- 2004年（平成16年）6月 - 東証1部に指定される。
- 2021年（令和3年）
  - 11月 三井E&Sホールディングス（現・三井E&S）が保有していた株式の一部譲渡に伴い、三井E&Sホールディングスの連結子会社から三井E&Sホールディングスの持分法適用会社となる[4]。
  - 12月 この期の決算発表から、決算で使用する通貨を日本円からアメリカ合衆国ドルに変更[5]。

## 歴代社長
| 氏名     | 在任期間                | 出身校               |
| -------- | ----------------------- | -------------------- |
| 鈴木七雄 |                         |                      |
| 浜崎平吉 |                         |                      |
| 山田健司 | 2001年03月 - 2009年03月 |                      |
| 矢治信弘 | 2009年03月 - 2011年03月 | 九州大学工学部       |
| 宮崎俊郎 | 2011年03月 - 2019年03月 | 慶応義塾大学商学部   |
| 香西勇治 | 2019年03月 - 2021年04月 | 名古屋工業大学工学部 |
| 金森健   | 2021年04月 -            | 早稲田大学法学部     |